# Grenddy Perozo
Grenddy Adrián Perozo Rincón (né le 28 février 1986) est un footballeur vénézuélien.
Perozo est né à Maracaibo. Il jouait au Deportivo Tachira avant de signer à Ajaccio, et pour l'équipe nationale du Venezuela avec qui il a notamment terminé quatrième de la Copa America en 2011.

## Buts en sélection
| no | Date            | Lieu                                               | Adversaire | Évolution du score | Résultat | Compétition       |
| -- | --------------- | -------------------------------------------------- | ---------- | ------------------ | -------- | ----------------- |
| 1. | 1er juin 2011   | Estadio Mateo Flores, Guatemala, Guatemala         | Guatemala  | 0–2                | 0–2      | Match amical      |
| 2. | 13 juillet 2011 | Estadio Padre Ernesto Martearena, Salta, Argentine | Paraguay   | 3–3                | 3–3      | Copa América 2011 |